# Галактоолігосахариди
Галактоолігосахариди (англ. Galactooligosaccharide, GOS) також відомі як олігогалактозилактоза, олігогалактоза, оліголактоза або трансгалактоолігосахариди — належать до групи пребіотиків. Пребіотики визначаються як неперетравлювані харчові інгредієнти, які благотворно впливають на хазяїна, стимулюючи ріст і/або активність корисних бактерій у товстій кишці. GOS зустрічається в комерційно доступних продуктах, таких як їжа для немовлят і дорослих.

## Хімія
Склад галактоолігосахаридної фракції змінюється за довжиною ланцюга та типом зв’язку між мономерними одиницями. Галактоолігосахариди виробляються шляхом ферментативного перетворення лактози, компонента бичачого молока.
Ряд факторів вступає в дію при визначенні врожайності, стилю та типу виробленого GOS. Ці фактори включають:
- джерело ферменту
- дозування ферменту
- концентрація кормової сировини (лактози).
- походження лактози
- залучений процес (наприклад, вільний або іммобілізований фермент)
- умови реакції, що впливають на ситуацію обробки
- середній склад

GOS, як правило, включає ланцюжок одиниць галактози, які виникають через послідовні реакції трансгалактозилювання, з кінцевою одиницею глюкози. Однак, якщо вказана кінцева одиниця галактози, відбувся гідроліз GOS, що утворився на більш ранній стадії процесу. Ступінь полімеризації GOS може варіюватися досить помітно, коливаючись від 2 до 8 мономерних одиниць, залежно головним чином від типу використовуваного ферменту і ступеня перетворення лактози.